# فستوكة كبيرة
الفستوكة الكبيرة (باللاتينية: Festuca ampla) نوع نباتي يتبع جنس الفستوكة من الفصيلة النجيلية.

## الموئل والانتشار
موطنها المغرب العربي وإسبانيا.

## مرادفات للاسم العلمي
- (باللاتينية: Festuca ovina Brot. [non L. 1753])

## الوصف النباتي
النبات عشبي معمر.